# Falcó selvàtic amazònic
El falcó selvàtic amazònic (Micrastur gilvicollis) és una espècie d'ocell rapinyaire de la família dels falcònids (Falconidae) que habita la selva humida de l'est de Colòmbia, sud de Veneçuela, Guaiana, est de l'Equador, est del Perú, nord i est de Bolívia i Brasil amazònic i oriental. El seu estat de conservació es considera de risc mínim.